# Tipula (Pterelachisus) luteobasalis
Tipula (Pterelachisus) luteobasalis is een tweevleugelige uit de familie langpootmuggen (Tipulidae). De soort komt voor in het Palearctisch gebied.